# Dzień św. Łukasza
Dzień św. Łukasza Ewangelisty – święto chrześcijańskie obchodzone 18 października w katolicyzmie i 18/31 października w prawosławiu według kalendarza gregoriańskiego.
Dzień św. Łukasza związany jest z Łukaszem Ewangelistą, autorem Ewangelii i Dziejów Apostolskich. W swojej Ewangelii przedstawiał wizerunek Jezusa jako lekarza ciała i ducha. Większość egzegetów uważała Łukasza Ewangelistę za osobę związana z medycyną. Tym samym został on patronem lekarzy oraz grzeszników, ubogich i pokrzywdzonych. W tym dniu celebrowane są msze w imieniu patrona, a homilie kierowane są do lekarzy, pielęgniarek i innych pracowników medycznych.
W dzień św. Łukasza módlmy się za ludzi, którzy zawsze są obecni przy chorych dzieciach, aby nie brakło im sił fizycznych oraz uśmiechu w codziennej posłudze.

## Kult
Dzień św. Łukasza był również dniem wszystkich ubogich, wyrzuconych poza nawias społeczeństwa ludzi, a także dniem niewiernych. Wiąże się to z faktem, iż św. Łukasz Ewangelista, zanim przystał do św. Pawła, był poganinem. W średniowieczu, w tym dniu odprawiano msze, na których zbierali się tłumnie żebracy oraz biedota, gdzie przychylnym okiem patrzono na niewiernych i modlono się za ich dusze. Nie można było ich piętnować oraz skazywać.
Zwyczaje
We wczesnym średniowieczu, prócz uroczystości kościelnych, głównie wśród ludności wiejskiej, która wierzyła w przesądy, odprawiano gusła. Zwierzętom dawano wraz z pokarmem kartkę z błogosławieństwami i prośbami do Łukasza Ewangelisty, by oddalił od zagród zarazę i inne nieszczęścia. Chłopi, dzień ten uważali za czas wróżb i przewidywań oraz początek zbiorów buraków. Nieuleczalnie chorym i kobietom po trudnym porodzie, kładziono na piersi tzw. kartki Łukasza by uchroniły i uleczały.

## Obchody na świecie
Dzień św. Łukasza w niektórych częściach świata przypada na inny okres. Na Kubie dniem tym jest 17 grudnia i wiąże się go ze św. Łazarzem. W miejscowości Lazaro w sanktuarium San Lazaro znajduje się XVI-wieczna ikona św. Łazarza. Do niej, z całego kraju, ściągają na obchody rzesze kalek, ociemniałych, upośledzonych, paralityków i dotkniętych innymi chorobami ludzi. W obchodach tego dnia uczestniczy co roku blisko 200 tys. pielgrzymów.